# Mannophryne urticans
Mannophryne urticans Barrio-Amorós, Santos & Molina, 2010 è un anfibio anuro, appartenente alla famiglia degli Aromobatidi.

## Etimologia
L'epiteto specifico si riferisce all'abbondanza di piante urticanti (Urticaceae: Urtica sp.) nel'habitat naturale della specie.

## Distribuzione e habitat
È endemica dello stato di Mérida in Venezuela. Si trova a 680 metri di altitudine nella Cordillère de Mérida.